# Mycetophila ramosa
Mycetophila ramosa är en tvåvingeart som beskrevs av Freeman 1951. Mycetophila ramosa ingår i släktet Mycetophila och familjen svampmyggor. Inga underarter finns listade i Catalogue of Life.